# هوستیتین
هوستیتین (به چکی: Hostětín) یک منطقهٔ مسکونی در جمهوری چک است که در ناحیه اوهرسکه هرادیشتی واقع شده‌است. هوستیتین ۳٫۶۳ کیلومتر مربع مساحت و ۲۳۶ نفر جمعیت دارد و ۳۸۴ متر بالاتر از سطح دریا واقع شده‌است.